# Linieninfanterie

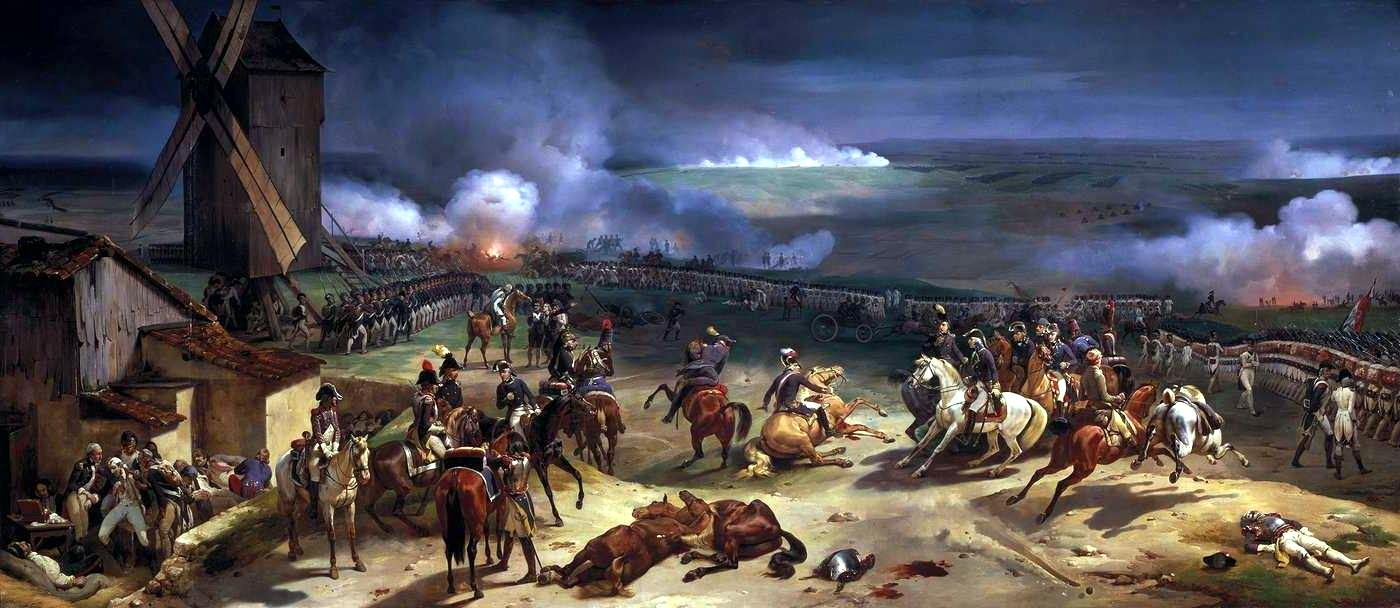
Die Schlacht von Valmy markierte den entscheidenden Erfolg Frankreichs im Ersten Koalitionskrieg. Gut zu sehen ist die in „Reih und Glied“ aufgestellte Linieninfanterie. (Gemälde aus dem Jahr 1835 von Jean-Baptiste Mauzaisse)

Der Begriff „Linieninfanterie“ bezeichnet eine Ergänzung zur Lineartaktik. Zur Linieninfanterie zählten die Musketiere und die Grenadiere, anfangs auch die Füsiliere – diese wurden mit dem Wechsel der Gefechtstaktik später zur leichten Infanterie gezählt. Die leichte Infanterie entstand im 18. Jahrhundert, als man bei der Aufstellung zur Schlacht begann, vor der in dreifacher Linie massiert aufgestellten Infanterie des Haupttreffens (Infanterie de ligne) leichte, bewegliche Truppen zu platzieren. Diese sollten die gegnerische Front durch gezieltes, unregelmäßiges Schützenfeuer in Unruhe versetzen. Deren Zusammenhalt sollte insbesondere durch gezieltes Feuer auf Offiziere sowie die Stückmannschaften der Infanteriegeschütze aufgebrochen werden. Die leichte Infanterie wurde daher auch als Plänkler oder Voltigeure bezeichnet.
Nachdem sich die Garden in den napoleonischen Kriegen von mehr oder weniger mit dem Schutz des Souveräns betrauten Sondertruppen zu großen regulären Kampfverbänden gewandelt hatten, lag es auf der Hand, eine unterschiedliche Bezeichnung einzuführen.  
So hatte sich die von Napoleon I. am 18. Mai 1804 gegründete kaiserliche Garde immer mehr erweitert und mit der Alten Garde, der Mittleren Garde und der Jungen Garde bis zum Jahr 1815 den Bestand von nahezu zwei Divisionen erreicht. Daher setzten sich die Bezeichnungen „Infanterie der Linie“ und „Infanterie der Garde“ durch. Es wurde also die breite Masse der Fußtruppen des stehenden Heeres von der Gardeinfanterie einerseits und den irregulären leichten Infanterieverbänden andererseits abgegrenzt.
Der Begriff „Linieninfanterie“ hatte dadurch eine völlig andere Bedeutung erhalten.
Bis zum Heer der Kaiserzeit gab es eine größere Anzahl von deutschen Gardeverbänden, besonders das Gardekorps der preußischen Armee. Der Ausdruck Linieninfanterie war allerdings eher unüblich und kam nach 1871 außer Gebrauch. 
Andere Monarchien trennten ihre Truppen ebenfalls in Garde und Linie. Länder wie Österreich-Ungarn oder Italien, die keine oder keine nennenswerten Gardeverbände besaßen, benutzten jedoch den Ausdruck bereits seit längerer Zeit nicht mehr.
Als einerseits die Leichte Infanterie zu einem Teil der Linientruppen sowie andererseits Territorialverbände wie Landwehren, Nationalgarden u. ä. zum Bestandteil der Kriegsführung wurden, diente der Begriff auch zur Abgrenzung gegenüber diesen. Mit dem Ende der Monarchien in Russland, Deutschland, Österreich-Ungarn und Frankreich verschwanden auch deren kaiserliche Garden und ihre Infanterie. Die völlige Mobilisierung im Ersten Weltkrieg hob die Trennung zwischen den alten Linientruppen und ihren Territorialverbänden weitgehend auf.
Heute spricht man allgemein vom Feldheer und dem Territorialheer, benutzt aber für die Infanterie des Feldheeres nicht mehr den Begriff Linieninfanterie.